# Kuala Teripa
Kuala Teripa is een bestuurslaag in het regentschap Nagan Raya van de provincie Atjeh, Indonesië. Kuala Teripa telt 1100 inwoners (volkstelling 2010).